# کو یونگ-جو
کو یونگ-جو (کره‌ای: 구영조؛ ۱۷ ژوئیهٔ ۱۹۵۵ – ۲۰۰۱) بوکسور اهل کره شمالی بود.
از افتخارات وی میتوان به کسب مدال طلا در بازی‌های المپیک تابستانی ۱۹۷۶ اشاره کرد.